# Elise Stefanik

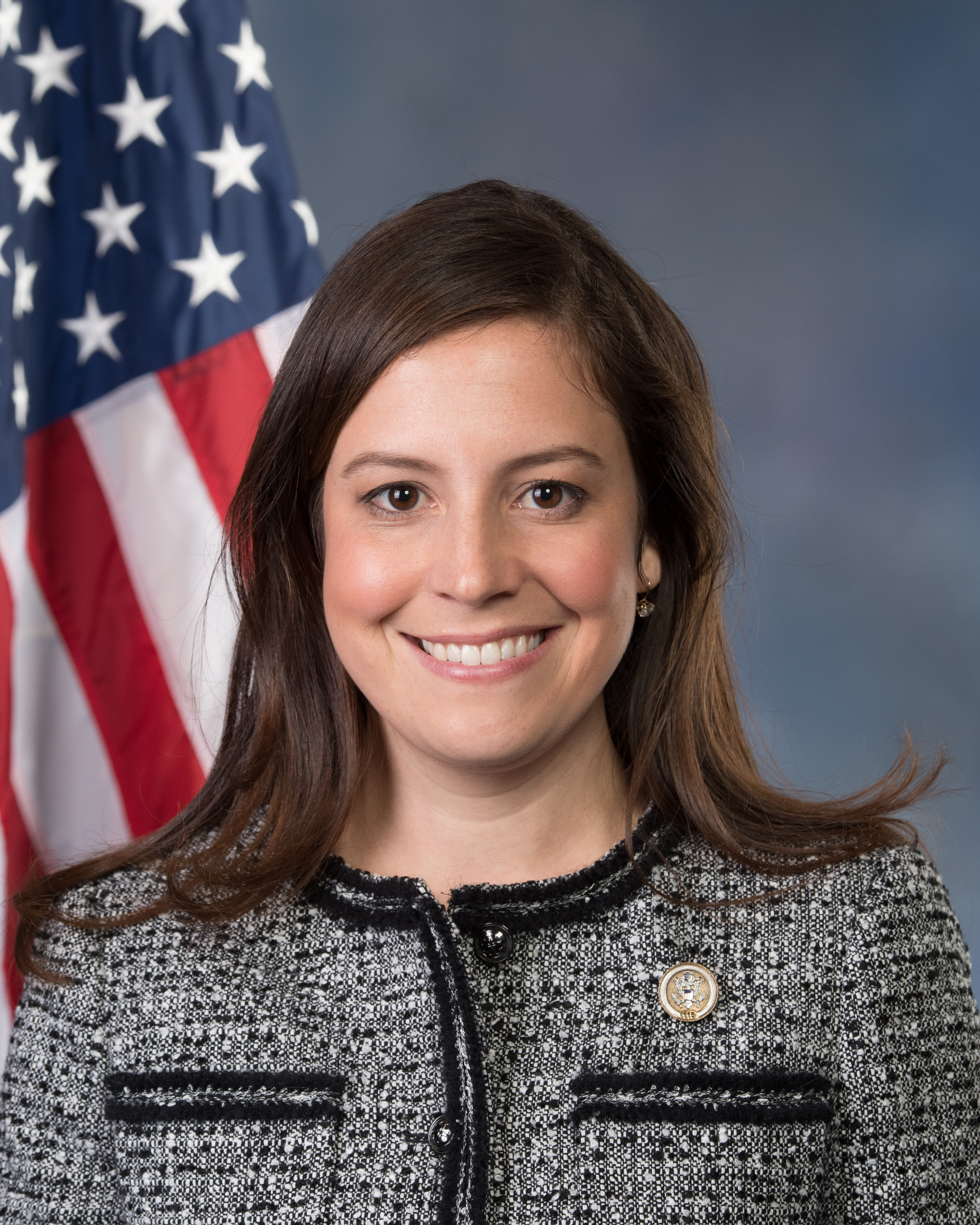
Elise Stefanik (2017)

Elise Marie Stefanik (* 2. Juli 1984 in Albany, New York) ist eine US-amerikanische Politikerin der Republikanischen Partei. Seit Januar 2015 vertritt sie den 21. Kongresswahlbezirk des Bundesstaats New York im US-Repräsentantenhaus. Von Mai 2021 bis November 2024 war sie Republican Conference Chair.

## Werdegang und politische Karriere
Elise Stefanik besuchte bis 2002 die Albany Academy for Girls. Anschließend studierte sie an der Harvard University (Abschluss 2006). Von 2006 bis 2009 arbeitete sie in verschiedenen Funktionen in der Bundesregierung unter Präsident George W. Bush. Außerdem engagierte sie sich in Wahlkämpfen ihrer Partei. Bei der Wahl zum Repräsentantenhaus 2014 wurde Stefanik im 21. Kongresswahlbezirk New Yorks in das US-Repräsentantenhaus gewählt, wo sie im Januar 2015 die Nachfolge des Demokraten Bill Owens antrat, der nicht mehr kandidiert hatte. Sie hatte die Wahl mit 55 zu 34 Prozent gegen den Demokraten Aaron Woolf gewonnen.
Mit 30 Jahren war Stefanik die jüngste Frau, die bis dahin in das US-Repräsentantenhaus gewählt worden war. 2016, 2018, 2020 und 2022 wurde sie jeweils wiedergewählt, ihre aktuelle Legislaturperiode im Repräsentantenhaus des 118. Kongresses läuft noch bis Januar 2025.[veraltet]Stefanik, die zunächst als moderate Republikanerin galt, die auch überparteilich mit den Demokraten zusammengearbeitet hatte, wandelte sich während der ersten Präsidentschaft Donald Trumps von einer ihn ablehnenden Abgeordneten zu einer seiner engsten Anhängerinnen. Im Januar 2018 stimmte sie dafür, das irreführende FISA-Memo ihres Parteikollegen Devin Nunes zu den Russland-Ermittlungen zu veröffentlichen. Als Mitglied des Geheimdienstausschusses verabschiedete sie im März 2018 einen Bericht, der Trump vom Vorwurf der Kollusion mit Russland freisprach. Im September 2019 äußerte sie sich gegen ein Amtsenthebungsverfahren gegen Donald Trump und arbeitete dazu im Beraterteam des Weißen Hauses mit. Stefanik unterstützte Trumps Versuch vom 6. Januar 2021, das Ergebnis der Präsidentschaftswahl 2020 zu kippen. Sie verbreitete nach Trumps Wahlniederlage gegen Joe Biden mehrfach die Erzählung von einer „gestohlenen Wahl“, also die Big Lie. Sie stimmte im Repräsentantenhaus auch dagegen, Bidens Wahlsieg in Pennsylvania anzuerkennen. Darauf distanzierte sich ihre Alma Mater, die Harvard University, von ihr.
Stefanik verbreitete zeitweise die extremistische These des so genannten „Great Replacement“, gemäß der die Demokraten die Einwanderung fördern, um weiße Amerikaner aus der Macht zu drängen. Als GOP-Vorstandsmitglied behauptete Stefanik 2021 in einem Werbespot, „radikale Demokraten“ planten einen „permanenten Wahl-Umsturz“: Sie wollten mit dem Einbürgern von illegalen Einwanderern für eine ständige linke Mehrheit im US-Kongress sorgen.
Im Mai 2021, während des parteiinternen Machtkampfs bei den Republikanern zwischen dem Trump-Flügel und dem Anti-Trump-Flügel, war Stefanik Favoritin für das Amt des Republican Conference Chair, das dritthöchste Amt in der republikanischen Fraktion. Dieses Amt wurde von Liz Cheney bekleidet, die aber als die mächtigste Trump-Gegnerin gilt, weshalb Kevin McCarthy, der damalige House Minority Leader, der sich loyal zu Trump gestellt hat, am 12. Mai eine Abwahl abhalten ließ. Cheney wurde abgewählt, und Stefanik wurde zwei Tage später zu ihrer Nachfolgerin gewählt. Angesichts prominenter Wahlkampf-Auftritte an der Seite von Donald Trump im Rahmen dessen Präsidentschaftsvorwahlkampfs 2024 wurde Stefanik im Januar 2024 unter anderem von der Zeitung Washington Post als aussichtsreiche mögliche Vizepräsidentschaftskandidatin ins Gespräch gebracht.
Nach der erfolgreichen Präsidentschaftswahl benannte Trump Stefanik am 10. November 2024 als Botschafterin der Vereinigten Staaten bei den Vereinten Nationen. Bei einer Anhörung im Senat hatte Stefanik die aus der Bibel abgeleiteten Ansprüche der israelischen Regierung auf das gesamte israelisch besetzte Westjordanland unterstützt. Ihre offizielle Ernennung und damit des Ausscheidens aus dem 119. Kongress wurden ursprünglich auf den 2. April 2025, einen Tag nach der Nachwahl der Nachfolger der ausgeschiedenen republikanischen Abgeordneten Matt Gaetz und Mike Waltz, verschoben. Ende März zog Trump die Nominierung schließlich zurück, da er aufgrund knapper Mehrheitsverhältnisse im Repräsentantenhaus des 119. Kongresses einen Sitzverlust bei Nachwahlen nicht riskieren wollte.

## Rolle beim Rücktritt von Universitätspräsidentinnen
Im Dezember 2023 befragte Stefanik bei einer Anhörung des Bildungsausschusses im US-Kongress die Präsidentinnen der Universität Harvard, der Universität UPenn und des MIT; insbesondere wollte sie wissen, ob Studenten, die bei anti-israelischen Kundgebungen auf dem Campus zum Völkermord an Juden aufriefen, gegen die Verhaltensregeln der Universitäten verstießen. Die Antworten, „das hänge vom Kontext ab“, lösten in den sozialen Medien einen Proteststurm aus: Elizabeth Magill (UPenn) erklärte darauf ihren Rücktritt, später auch Claudine Gay (der zudem unabhängig von der Befragung Stefaniks Plagiatsvorwürfe gemacht wurden). Stefanik verkündete danach, die Köpfe zweier Universitäten zum Rücktritt gezwungen zu haben. Sie sagte: „Ich bringe immer Resultate; der Rücktritt von Harvards antisemitischer plagiierenden Präsidentin war überfällig. Die moralisch korrupten Antworten auf meine Befragung sind als die meistgesehene Anhörung in den Annalen des US-Kongresses in die Geschichte eingegangen.“